# Imran Khan (Sänger)
Imran Khan (* 28. Mai 1984 in Den Haag) ist ein pakistanischer Panjabi-Sänger und Rapper. Er zählt zu den erfolgreichsten Desi-Sängern.
Er ist zudem Inhaber des Plattenlabels IK Records.

## Biografie
Khan wuchs in Den Haag in den Niederlanden auf. Seine Familie stammt aus Gujranwala in Pakistan. Bekannt wurde Khan mit seiner erfolgreichen Debüt-Single Ni Nachleh aus dem Jahr 2007. Im Jahr 2009 erschien seine Single Amplifier aus dem Album Unforgettable. Seine zweite Single Bewafa erschien am 30. November 2009. Im Jahr 2011 trennte sich Khan von der Plattenfirma Prestige Records und gründete das Label IK Records. Am 9. Mai 2013 erschien seine Single Satisfya, die mit über 900 Millionen Aufrufen auf YouTube seine bisher erfolgreichste Single ist. Seine Single Knightridah erschien im September 2018.
Khan ist praktizierender Muslim.

## Diskografie

### Singles
- Ni Nachleh (2007)
- Gora Gora Rang (2007)
- Chak Glass
- Gora Gora Rang (Remix)
- Ni Nachleh (Club Mix)
- 40 Pra (2009)
- Peli Waar (2009)
- Qott Ghusian da (2009)
- Aaja we Mahiya (2009)
- Nai Reina (Hakan Ozan) (2009)
- Nazar (2009)
- Superstar (2009)
- Bounce Billo (2009)
- Hey Girl
- Amplifier (2009)
- Bewafa (2009)
- Pata Chalgea (2009)
- Satisfya (2013)
- Let’s Celebrate (2014)
- Imaginary (2015)
- Hattrick (feat. Yaygo Musalini) (2016)
- President Roley (2017)
- Knightridah (2018)
- They don’t like it (2021)
- On my way (feat. M.E.E.Z.) (2022)

### Alben
- Unforgettable (2009)